# جورج إي. ستون
جورج إي. ستون هو ممثل بولندا وأمريكي، ولد في 18 مايو 1903 في بولندا، وتوفي في 26 مايو 1967 في الولايات المتحدة بسبب سكتة.

## أعمال

### أفلام
- (1927) السماء السابعة
- (1928) الجلبة
- (1931) الصفحة الأولى
- (1931) سيمارون[5]
- (1931) نهائي خمس نجوم
- (1933) شارع 42
- (1934) يعيش فيلا
- (1936) أنتوني السيء
- (1953) الرداء
- (1959) البعض يفضلونها ساخنة

## وصلات خارجية
- جورج إي. ستون على موقع IMDb (الإنجليزية)
- جورج إي. ستون على موقع ألو سيني (الفرنسية)
- جورج إي. ستون على موقع أول موفي (الإنجليزية)
- جورج إي. ستون على موقع قاعدة بيانات برودواي على الإنترنت (الإنجليزية)
- جورج إي. ستون على موقع قاعدة بيانات الأفلام السويدية (السويدية)
- جورج إي. ستون على موقع ديسكوغز (الإنجليزية)
- جورج إي. ستون على موقع قاعدة بيانات الفيلم (الإنجليزية)
- جورج إي. ستون على موقع كينوبويسك (الروسية)